# Fréitez
Fréitez est l'une des deux paroisses civiles de la municipalité de Crespo dans l'État de Lara au Venezuela. Sa capitale est Duaca, chef-lieu de la municipalité.

## Géographie

### Démographie
Hormis sa capitale Duaca, chef-lieu de la municipalité lui-même divisé en quartiers, la paroisse civile comporte un grand nombre de localités, dont :
- Agua Colorada
- Batatal
- Botijuela
- Cambural
- Camburito
- Campo Solo
- Caraquitas
- Cerro Azul
- Cerro Dañado
- Cúcuta
- Cumaragua
- Duaca
  - Barrio La Pica
  - El Cedral
  - Guape
- El Cuarenta
- El Copey
- El Picure
- El Ranchero
- Fila Limoncito
- Guayabito
- La Danta
- La Entrada de Mapararí
- La Florida
- La Panchera
- La Soledad
- La Tigrera
- La Zamura
- La Zarza
- Las Casitas
- Las Tres Topias
- Licua
- Limoncito
  - Limoncito Este
- Los Colorados
- Los Volcanes
  - Los Volcanes Norte
  - Los Volcanes Sur
- Majagual
- Maimire
- Miraflores
- Ojo de Agua
- Palo de Agua
- Paso de Agua
- Portachuela
- Quebrada de Oro
- Rincón Hondo
- Sabana de Rincón Hondo
- San Miguel
- San Pedrito
- Santa Cruz
- Sergua
- Tumaquito